# Traité Desmichels
 (août 2014).

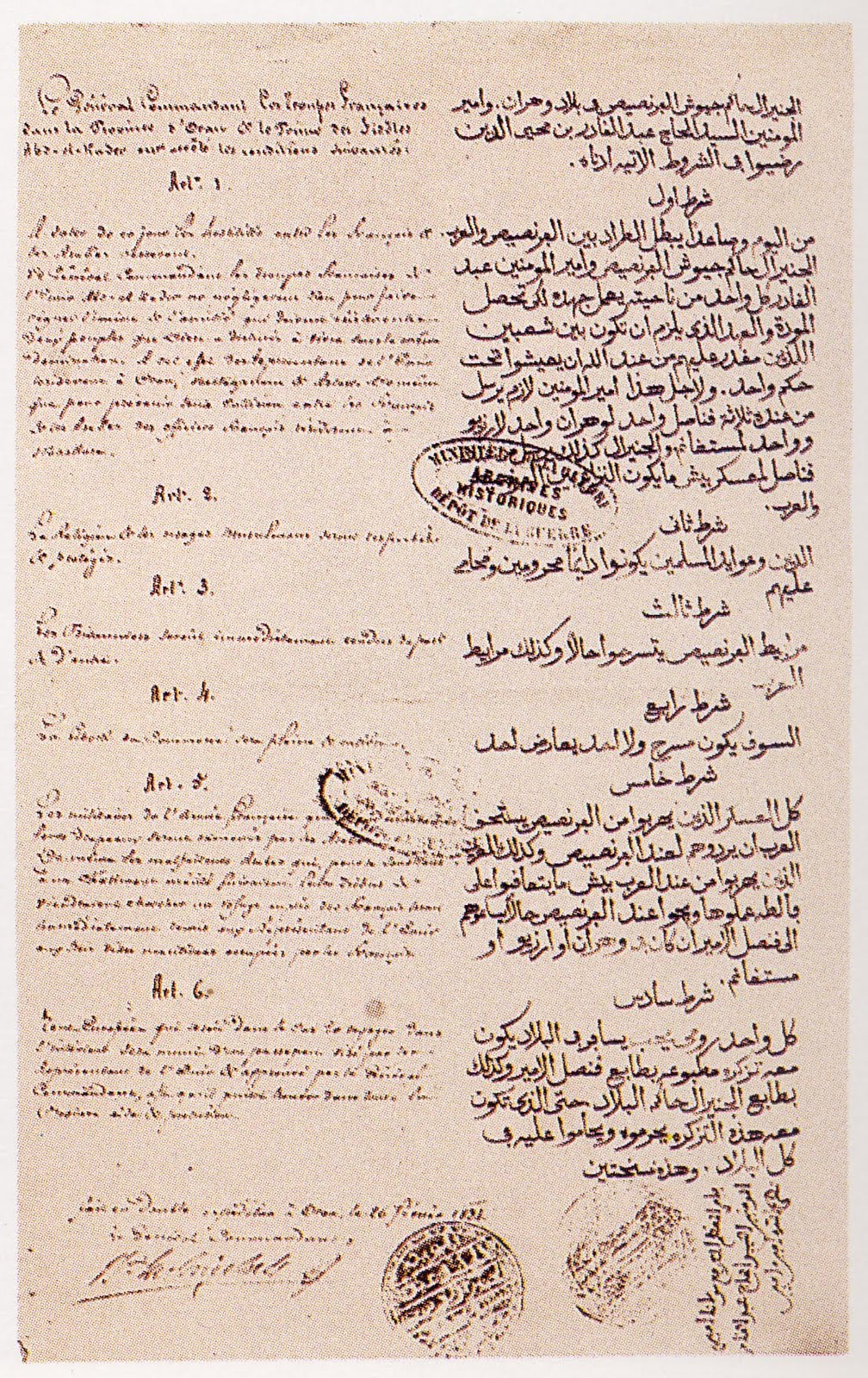
Traité Desmichels conclu à Oran le 26 février 1834 entre la France et Abdelkader.

Le traité Desmichels est un traité de paix signé le 26 février 1834 à Oran entre le général Desmichels, gouverneur d'Oran, et Abdelkader, émir algérien depuis 1832.

## Présentation
Selon ce traité, la France reconnait le statut d’émir à Abdelkader sur l'Ouest algérien, à l'exception des villes côtières d'Oran, Arzew et Mostaganem. Une partie des clauses du traité, avantageant Abdelkader en inversant quasiment son statut de vaincu en vainqueur, est gardée secrète. Lorsque des troubles surviennent à la suite de la non-application de ces clauses restées secrètes, la duperie est démasquée et Desmichels est renvoyé à Paris.

## Contenu du traité
Merci de procéder au transfert en conservant l'historique. 

### Texte officiel
Un texte a été publié en 1865 avec l'aval du Ministère français des Affaires étrangères (Recueil des Traités de la France publié sous les auspices de Son Excellence M. Drouyn de Lhuys, ministre des Affaires étrangères, par M. De Clercq, ministre plénipotentiaire) indique, sous le titre :
Traité de paix et d'amitié conclu à Oran le 26 février 1834 entre la France et Abd-el-Kader
« Le général commandant les troupes françaises dans la ville d'Oran, et le prince des fidèles, Sid-el-Hadj Abd-el-Kader, ben Mahhied-Din, ont arrêté les conditions suivantes :
1° - À compter d'aujourd'hui, les hostilités cesseront entre les Français et les Arabes [...]
2° - La religion et les usages des Musulmans seront respectés et protégés.
3° - Les prisonniers seront immédiatement rendus de part et d'autre.
4° - La liberté du commerce sera pleine et entière.
5° - Les [déserteurs français] seront ramenés par les Arabes. De même, les malfaiteurs arabes qui [...] viendraient chercher refuge auprès des Français seront remis aux représentants de l'Émir [...]
6° - Tout Européen [qui voudra] voyager dans l'intérieur sera muni d'un passeport visé par les représentants de l'Émir et approuvé par le Général commandant [...].
Fait en double expédition à Oran le 26 février 1834.
Le Général Commandant, Baron Desmichels.
Au-dessous de la colonne contenant le texte Arabe se trouve cachet d'Abd-el-Kader. »
Une note indique : « Ce traité n'a pas été ratifié dans la forme consacrée ; le Gouvernement français s'est borné à faire connaître au général Desmichels qu'il était autorisé à faire connaître par écrit à l'Émir que le roi avait approuvé le traité. »

### Autre texte
Dans le livre de Louis Blanc, Histoire de dix ans 1830-1840, tome V, publié en 1849, un texte différent est fourni sous le titre :
Traité de paix entre le général Desmichels et Abd-el-Kader
« Conditions des Arabes pour la paix.
1° - Les Arabes auront la liberté de vendre et acheter de la poudre, des armes, du soufre, enfin tout ce qui concerne la guerre.
2° - Le commerce de la Mersa [Arzew] sera sous le gouvernement du prince des Croyants, comme par le passé, et pour toutes les affaires. Les cargaisons ne se feront pas autre part que dans ce port. Quant à Mostaganem et Oran, ils ne recevront que les marchandises nécessaires aux besoins de leurs habitants, et personne ne pourra s'y opposer. Ceux qui désirent charger des marchandises devront se rendre à la Mersa.
3° - Le général nous rendra tous les déserteurs et les fera enchaîner. Il ne recevra pas non plus les criminels. Le général commandant à Alger n'aura pas de pouvoir sur les Musulmans qui viendront auprès de lui avec le consentement de leurs chefs.
4° - On ne pourra empêcher un Musulman de retourner chez lui quand il le voudra.
Ce sont là nos conditions, qui sont revêtues du cachet du général commandant à Oran.
Conditions des Français.
1° - À compter d'aujourd'hui, les hostilités cesseront entre les Français et les Arabes.
2° - La religion et les usages des Musulmans seront respectés.
3° - Les prisonniers français seront rendus.
4° - Les marchés seront libres.
5° - Tout déserteur français sera rendu par les Arabes.
6° - Tout Chrétien qui voudra voyager par terre devra être muni d'une permission revêtue du cachet du consul d'Abd-el-Kader et de celui du général.
Sur ces conditions se trouve le cachet du prince des Croyants. »

### Analyse
Charles-Robert Ageron écrit : « il y eut deux traités : l'un patent bilingue, l'autre secret en langue arabe que Desmichels ne communiqua pas à Paris. Moyennant ce subterfuge, le général put annoncer au gouvernement la soumission de la province d'Oran et la liberté du commerce, alors qu'il avait signé un traité par lequel il reconnaissait la souveraineté de "l’Émir des Croyants" (Amîr al Mu'minîm), accordait à celui-ci un monopole commercial à Arzew et s'engageait à l'aider. »

## Désaveu de Desmichels
Le général Théophile Voirol commandant les troupes d'Afrique, mécontent des directives de Desmichels, révoque celui-ci et nomme à sa place le général Comte Drouet d'Erlon le 22 juillet 1834, qui devient le premier Gouverneur Général de l'Algérie.
« Quand en France on connut le traité Desmichels tout entier, la surprise fut profonde Le gouvernement en avait accepté et sanctionné la première partie; quant à la seconde, on se demanda comment elle avait pu être signée et surtout exécutée. Après des revers signalés Abd-el-Kader avait dicté des conditions en vainqueur et en roi. En présence de ces impressions, le gouvernement désavoua le traité secret, mais il est bien difficile de penser qu'un général dans une position secondaire ait pu prendre sous sa responsabilité personnelle de traiter, et cela secrètement, à des conditions telles que celles que nous venons d'exposer. »

## Traité de Tafna
Le traité Desmichels est remis en question par le Traité de Tafna en mai 1837.